# Немовичи (посёлок)
Немовичи (укр. Немовичі) — посёлок, входит в Немовичский сельский совет Сарненского района Ровненской области Украины.
Население по переписи 2001 года составляло 54 человека. Почтовый индекс — 34541. Телефонный код — 3655. Код КОАТУУ — 5625485404.

## Местный совет
34540, Ровненская обл., Сарненский р-н, с. Немовичи, ул. Советская, 4.